# فایدون الیسی
فایدون الیسی (به یونانی: Φαίδων ὁ Ἠλεῖος) (حدود ۴۰۰ ق. م) از اهالیِ الیس، و از خاندانی با اصل و نسب بود. وی از شاگردانِ سقراط بود و همان کسی است که افلاطون در مکالمهٔ فایدون، شرحِ مجلسِ زهرنوشیِ سقراط را از زبانِ وی بازگو می‌کند.
فایدون در جریانِ فتح‌شدنِ شهرِ الیس، اسیر شد و به فاحشه‌خانه‌ای فرستاده شد. سقراط برای آزادیِ وی، آلکیبیادس یا کریتون را وادار کرد تا فدیهٔ او را بپردازند.
فایدون پس از آزادی به مطالعهٔ فلسفه پرداخت و کتاب‌هایی نوشت که دیوگنس لائرتیوس آن‌ها را اینگونه نام می‌بَرَد: زوپوروس، سیمون، نیکیاس، مدیوس، آنتیماخوس، مشایخ و داستان‌های پینه‌دوزها. البته دیوگنس لائرتیوس توضیح می‌دهد که در اصالتِ برخی از آثارِ وی شک و تردید وجود دارد، چنان‌که مدیوس و داستان‌های پینه‌دوزها را برخی به آیسخینس هم نسبت می‌دهند.
مکتب الیسی که پس از سقراط به وجود آمد، نامِ خود را از فایدون الیسی گرفته‌است. هرچند نامِ این مکتب پس از مندوس ارتریایی که از جانشینانِ فایدون بود، به «ارتریایی» تغییر یافت.